# Castellamonte
Castellamonte is een gemeente in de Italiaanse provincie Turijn (regio Piëmont) en telt 9298 inwoners (31-12-2004). De oppervlakte bedraagt 38,5 km², de bevolkingsdichtheid is 242 inwoners per km².

## Demografie
Castellamonte telt ongeveer 4013 huishoudens. Het aantal inwoners steeg in de periode 1991-2001 met ..% volgens cijfers uit de tienjaarlijkse volkstellingen van ISTAT.
| Jaar | Inwoneraantal |
| ---- | ------------- |
| 1991 | 8976          |
| 2001 | 8979          |

## Geografie
Castellamonte grenst aan de volgende gemeenten: Trausella, Meugliano, Rueglio, Cintano, Issiglio, Colleretto Castelnuovo, Lugnacco, Borgiallo, Castelnuovo Nigra, Vidracco, Parella, Quagliuzzo, Cuorgnè, Baldissero Canavese, San Martino Canavese, Torre Canavese, Bairo, Valperga, Salassa, Ozegna en Rivarolo Canavese.

## Galerij

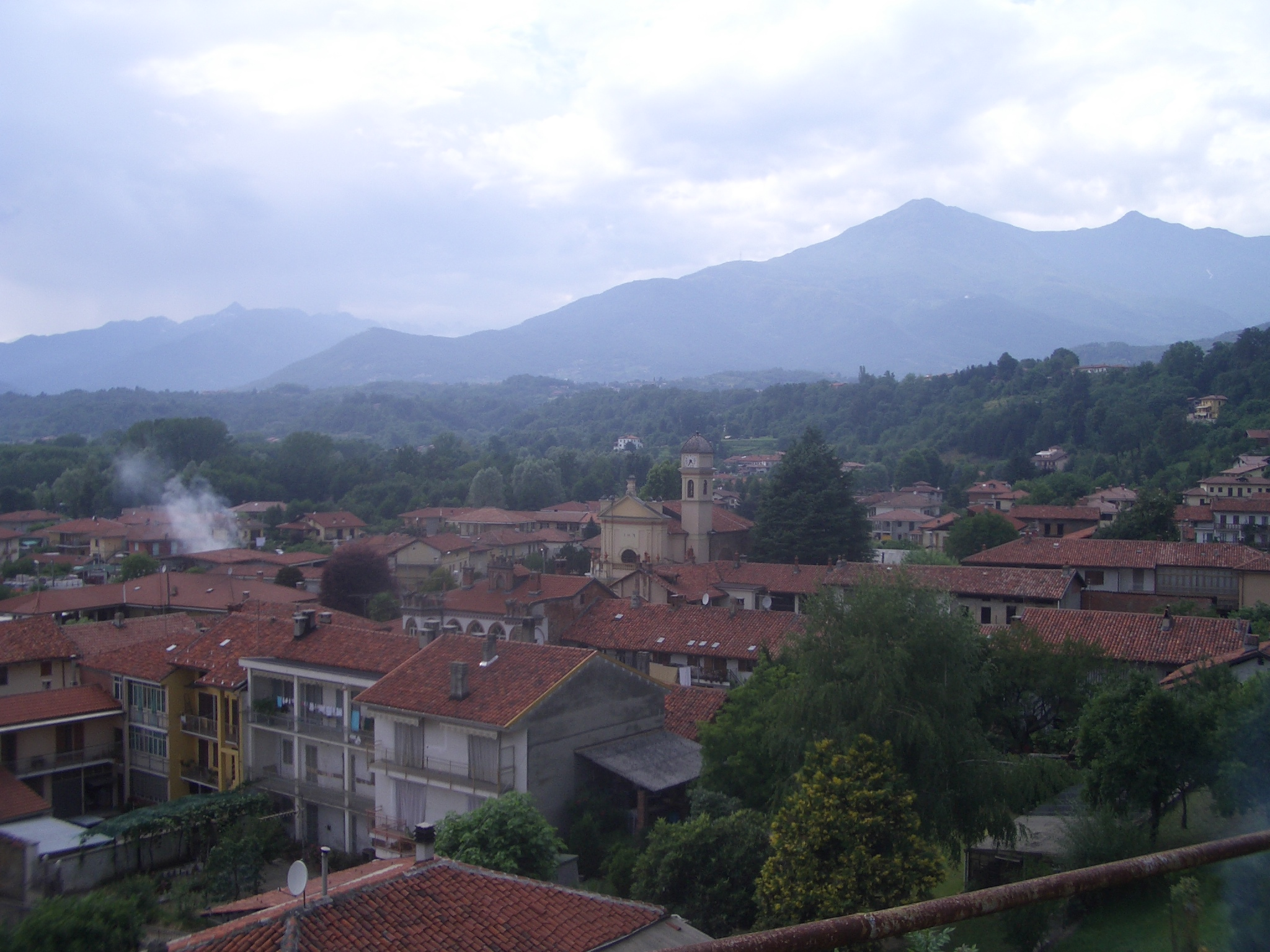
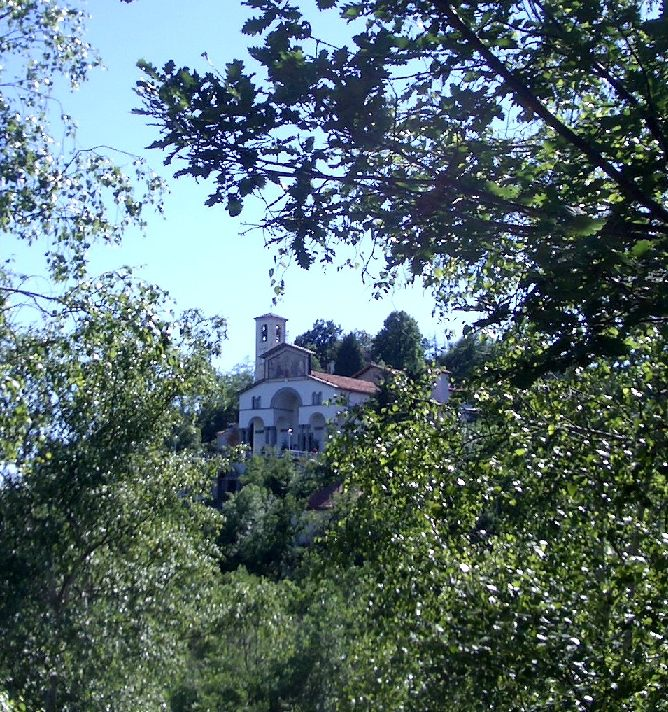
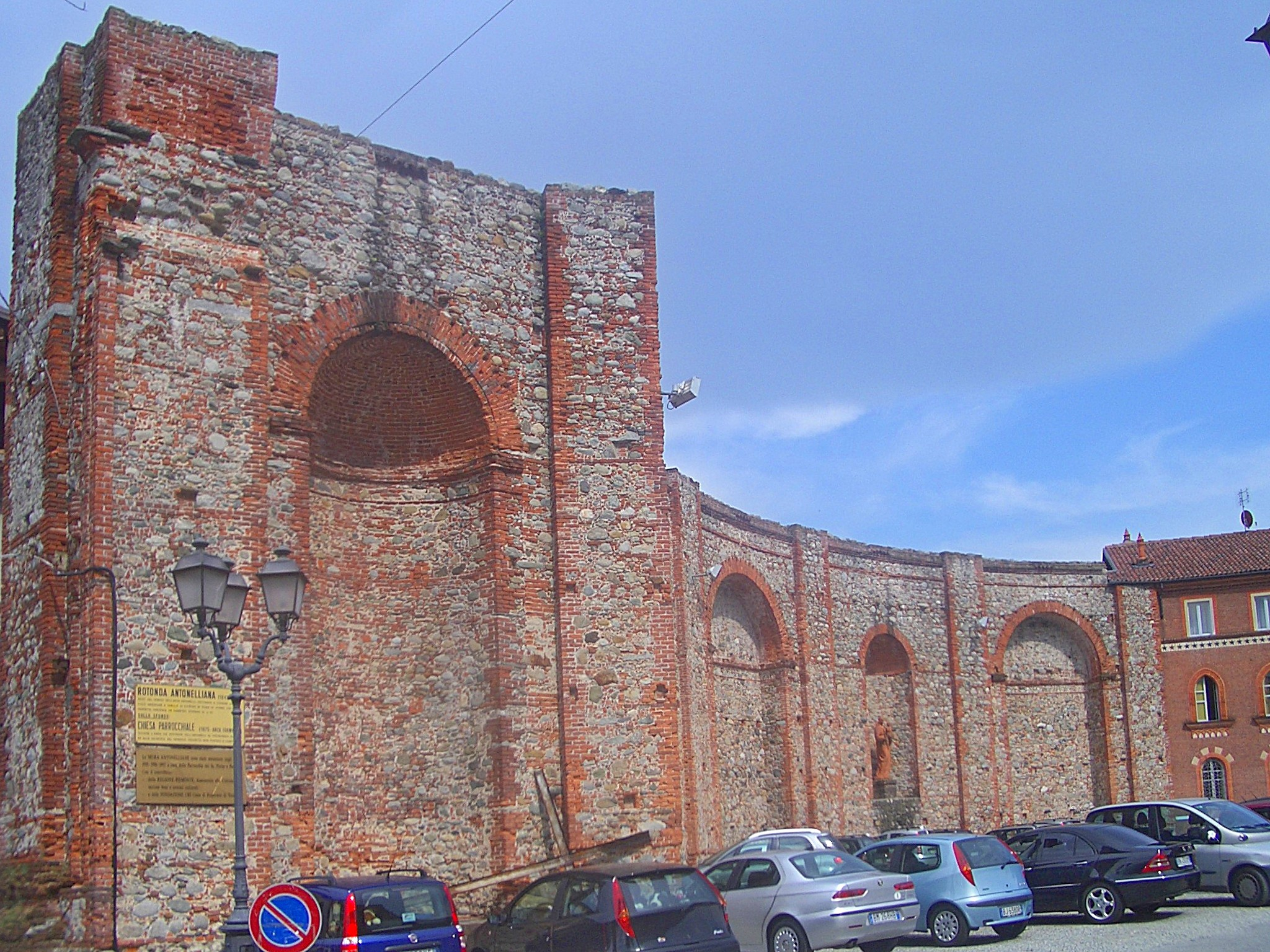

1. ↑  https://demo.istat.it/?l=it.